# Dom sportova
La Dom sportova è una arena polivalente situata nella città di Zagabria.
Completata nel 1972, viene usata generalmente dal Cedevita Junior per le partite interne di pallacanestro, e dal Medveščak per quelle di hockey su ghiaccio.
Nel 1989 è stata la sede degli incontri del Campionato europeo maschile di pallacanestro.